# San Juan Juquila Mixes
San Juan Juquila Mixes là một đô thị thuộc bang Oaxaca, México. Năm 2005, dân số của đô thị này là 3557 người.